# Dariba
Dariba là một thị trấn thống kê (census town) của quận Rajsamand thuộc bang Rajasthan, Ấn Độ.

## Địa lý
Dariba có vị trí 24°57′B 74°08′Đ / 24,95°B 74,13°Đ Nó có độ cao trung bình là 479 mét (1571 feet).

## Nhân khẩu
Theo điều tra dân số năm 2001 của Ấn Độ, Dariba có dân số 2832 người. Phái nam chiếm 53% tổng số dân và phái nữ chiếm 47%. Dariba có tỷ lệ 84% biết đọc biết viết, cao hơn tỷ lệ trung bình toàn quốc là 59,5%: tỷ lệ cho phái nam là 89%, và tỷ lệ cho phái nữ là 79%. Tại Dariba, 8% dân số nhỏ hơn 6 tuổi.